# Chris Pitman
Chris Pitman (Independence, 16 de novembro de 1961) é um músico multi-instrumentista americano. Ficou conhecido por ser tecladista e compositor do grupo de hard rock Guns N' Roses.

## Biografia
Chris estudou no Instituto de artes da cidade do Kansas e na Universidade do Missouri. Em 1993, o músico trabalhou com Les Levine. No ano seguinte, em 1994, trabalha com Dr. Dre em seu estúdio caseiro. Chris já tocou sintetizador para a banda Tool em uma turnê e em seu álbum Ænima.

## Guns N' Roses (1998–2016)

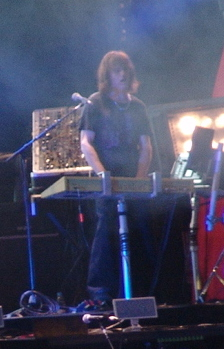
Pitman se apresentando com o Guns N' Roses, em 2006

No início de 1998, Pitman juntou-se ao Guns N' Roses como segundo tecladista e segundo baixista da banda, além de atuar como vocal de apoio e percussionista. Pitman foi recomendado à banda por Billy Howerdel, que trabalhava com o grupo como engenheiro na época. Pitman passou muito tempo compondo com o vocalista Axl Rose na casa de Rose com frequência.
Participou do single "Oh My God" em 1999 e de todas as faixas do sexto álbum de estúdio, Chinese Democracy, que sofreu longos atrasos. No álbum, Pitman tocou principalmente teclados e sub-baixo, além de realizar programação e vocais de apoio. Ele também tocou guitarra de 12 cordas em "If The World" e Mellotron em "There Was a Time". Coescreveu as músicas "If the World" e "Madagascar" ao lado de Axl Rose. Também foi responsável pela orquestração sintetizada (com Dizzy Reed e Rose) nas músicas "Street of Dreams", "There Was a Time", "Madagascar", "This I Love" e "Prostitute". Pitman coescreveu (com Reed) uma música inédita apresentada ao vivo no Rock in Rio III chamada "Silkworms". A faixa foi posteriormente reformulada e lançada como single sob o nome "ABSUЯD" em 2021.
Pitman começou a se apresentar ao vivo com o Guns N' Roses em janeiro de 2001. Ele foi um dos membros com maior tempo de permanência na banda. Em um show de 2007, Pitman substituiu Tommy Stinson no baixo, pois Stinson não pôde comparecer. Em fevereiro de 2016, Pitman ganhou manchetes por criticar a então anunciada turnê Not In This Lifetime, chamando-a de "turnê nostálgica" e afirmando: "por favor, não mencionem aqueles que estiveram lá nos últimos 20 anos... ah, Deus, não!...(uma forma de ganhar dinheiro) Vão se foder." Mais tarde, Pitman se desculpou pelos comentários, dizendo: "Lembrem-se, crianças, não bebam e mandem mensagens!" Pouco tempo depois, ele deixou o grupo, declarando em uma entrevista de abril de 2016: "saí da banda de velharias, eles só querem repetir aquela música de 30 anos atrás de novo e de novo... chato." Foi posteriormente substituído por Melissa Reese como segunda tecladista em março de 2016, duas semanas antes do início da turnê. Em agosto de 2016, Pitman processou Axl Rose por US$ 125.000 em salários não pagos. As duas partes chegaram a um acordo em novembro de 2016.
Em 2023, Pitman aparece como tecladista na canção "The General", escrito e parcialmente gravado quando ele ainda fazia parte da banda.